# 留守第57師団
留守第57師団（るすだいごじゅうななしだん）は、1941年から1943年と、1944年から1945年に、日本の青森県弘前市に司令部をおいて地域防衛と徴兵・訓練などを業務とした大日本帝国陸軍の部隊である。弘前師管を管轄した。

## 1941年から1943年
東北地方北部にあたる弘前師管は、1940年新設の第57師団の管区であった。第57師団が1941年（昭和16年）7月に関東軍特種演習（関特演）参加のため秘密裏に動員されたとき、弘前師管を引き継ぐために臨時編成された留守師団が、留守第57師団である。部隊名は第57師団に対応するが、別の師団長と別の指揮系統を持つ別部隊である。上級部隊は北部軍で、1943年2月に北方軍と改称した。
1943年（昭和18年）5月14日の軍令で、第47師団を弘前に新設することが決まった。留守第57師団と第67独立歩兵団から新師団を作り、留守第57師団は復帰（解散）となった。

## 1944年から1945年
戦況が悪化すると、1944年6月29日に第47師団は戦時動員をかけて大本営直属の予備戦力となった。弘前師管の管区業務を引き継ぐため、留守第57師団が改めて臨時編成された。上級部隊は東部軍である。
1944年2月9日制定（10日公布）の軍令陸第2号で、臨時的性格の留守師団をやめ、常設の師管区部隊をおく制度が定められた。これにもとづいて4月10日に留守第57師団は復員（解散）し、かわりに弘前師管区部隊が編成された。

## 師団長
- 大迫通貞陸軍少将：1941年7月28日 - 1943年6月10日[7]
- 吉田峯太郎陸軍中将：1944年7月8日 - 1945年1月20日[8]
- 山本務陸軍中将：1945年1月20日[9] -

## 師団の編制
1944年から1945年の編制。「東部xx部隊」は部隊の通称号である。
- 留守第57師団司令部（弘前）
  - 歩兵第52連隊補充隊（弘前） - 東部57部隊
  - 歩兵第117連隊補充隊（秋田） - 東部58部隊
  - 歩兵第132連隊補充隊（山形） - 東部59部隊
  - 捜索第57連隊補充隊（弘前） - 東部60部隊
  - 野砲兵第57連隊補充隊（弘前） - 東部67部隊
  - 工兵第57連隊補充隊（盛岡） - 東部70部隊
  - 第57師団通信隊補充隊（弘前） - 東部79部隊
  - 輜重兵第57連隊補充隊（弘前） - 東部80部隊

師団司令部の下には4つの連隊区司令部があった。
- 青森連隊区司令部
- 盛岡連隊区司令部
- 秋田連隊区司令部
- 山形連隊区司令部